# بريجيت فوندا
بريجيت فوندا (بالإنجليزية: Bridget Fonda)‏ ممثلة أمريكية من مواليد كاليفورنيا 27 يناير 1964.

## مواقع خارجية
- بريجيت فوندا على موقع IMDb (الإنجليزية)
- بريجيت فوندا على موقع ميتاكريتيك (الإنجليزية)
- بريجيت فوندا على موقع روتن توميتوز (الإنجليزية)
- بريجيت فوندا على موقع مونزينجر (الألمانية)
- بريجيت فوندا على موقع قاعدة بيانات الأفلام العربية
- بريجيت فوندا على موقع ألو سيني (الفرنسية)
- بريجيت فوندا على موقع ميوزك برينز (الإنجليزية)
- بريجيت فوندا على موقع تيرنر كلاسيك موفيز (الإنجليزية)
- بريجيت فوندا على موقع أول موفي (الإنجليزية)
- بريجيت فوندا على موقع قاعدة بيانات الأفلام السويدية (السويدية)